# Jan Neuwirt
Jan Neuwirt (26. listopadu 1927 – 31. prosince 1993 Praha) byl patofyziolog a experimentální hematolog, od roku 1990 profesor hematologie na Lékařské fakultě Karlovy univerzity a ředitel Ústavu hematologie a krevní transfuze v Praze.
Narodil se manželům Růženě, roz. Cífkové a Františku Neuwirthovým. Spolu s nimi a se starší sestrou Hanou, pozdější historičkou, vyrůstal v rodinné usedlosti U modrého hroznu, v Holečkově 48 na Smíchově. Tam také později žil i s manželkou Radanou a dvěma dcerami, Kateřinou a Annou, a v domácí péči zemřel.
Jan se brzy rozhodl stát se lékařem, jako otec František, stomatolog, a strýc Karel, urolog. Vystudoval a promoval na Lékařské fakultě Karlovy Univerzity (LF UK), kde se také seznámil se svou ženou Radanou, klinickou hematoložkou (*1927). Pak krátce pracoval v Plzni a v roce 1956 se vrátil do Prahy, aby nastoupil na Ústavu patologické fyziologie LF UK a začal svou dlouhou a plodnou kariéru v experimentální hematologii.
V roce 1970 uspořádal mezinárodní Symposium Erythropoieticum v Praze, které jeho ústavu i jemu přineslo mezinárodní vědecké uznání. Následovala další sympozia, která do Prahy přivedla další prvotřídní vědce.
V roce 1982 byl jmenován vedoucím katedry experimentální hematologie Ústavu hematologie a krevní transfuze (založen 1952), jehož se v roce 1990 stal ředitelem. Tam se zasloužil i o rozvoj molekulární biologie v ČR.
Byl členem Vědecké rady Lékařské fakulty Univerzity Karlovy, Vědecké rady Ministerstva zdravotnictví a předsedou Grantové agentury Ministerstva zdravotnictví České republiky.
Je autorem a spoluautorem kolem tří set odborných příspěvků a řady monografií. Také Patofyziologie krve, která je jednou ze základních učebnic studentů lékařství v České republice a na Slovensku.
Byl vášnivým hráčem ledního hokeje, fotbalu a tenisu, ale lovu, vášni otce Františka, se vyhýbal.
Užíval jsem si jeho patofyziologických přednášek. S profesorem Janem Neuwirtem jsem začal pracovat v roce 1964 jako vysokoškolský student. S ním již pracovali další dva studenti, Přemysl Poňka a Jaroslav Prchal. Jan dostal knihu o erytropoéze [Jacobson LO, Doyle M, eds. Erythropoiesis. New York: Grune and Stratton, 1962] v době, kdy bylo velmi obtížné získat takové knihy, a pravděpodobně to byla jediná kopie v naší zemi. Pro mnohé by to byla dobrá příležitost učit se více než ostatní a udržovat zdroj těchto znalostí dobře skrytý. Je však charakteristické, že Jan dal knihu zcela k dispozici a později, když se k ní připojil Jaroslav Živný, jsme ji čtyři znali téměř srdcem. Tak dychtivě, že brzy byla téměř roztrhaná na kousky. Díky Janově štědrosti a jeho ujištění, že můžeme dělat vědu stejného kalibru, jaký je běžný ve světě, jsme byli přitahováni tajemstvím experimentální hematologie.
Jan přivítal závan svobody, který do naší země přišel v roce 1968, ale jeho nadšení ztěžovalo jeho život v sedmdesátých a počátkem osmdesátých let, kdy bylo naší fakultě zakázáno jeho povýšení. To byl důvod, proč odešel do Hematologického ústavu a transfuze krve, kde potřebovali, a ocenili, dynamického a jasného člověka, jakým Jan byl.
Jan si užíval týmových sportů, jako ledního hokeje a fotbalu. Pamatuji si jak jednou řekl: „Chtěl bych být trenérem.“ A byl to opravdu dobrý trenér: podpůrný, čestný, nesobecký, odvážný, osobně angažovaný a inteligentní. Jan mě velmi ovlivnil a upřímně doufám, že jeho dědictví bude v naší současné práci pokračovat. Jsem si jistý, že pokud někteří z mých mladých spolupracovníků dosáhnou vědeckého mistrovství, bude to Janova zásluha více než moje.
– Emanuel Nečas, patofyziolog UK, ve vzpomínkách na Jana Neuwirta, od začátků spolupráce v polovině 60. let
Jan zdědil mnoho vlastností svého otce. V životní dráze se stal také profesorem a úspěšným přednostou Ústavu hematologie a krevní transfuze. Otec i syn měli velmi podobné silné charisma. Oba přispěli k pokroku svého oboru. Jednu chybu však oba udělali, a to že nás k naší lítosti a ke škodě svého oboru předčasně opustili.
– Radana Neuwirtová, manželka, klinická hematoložka UK